# Erik Brunnander
Erik Bernhard Brunnander, född 23 augusti 1936 i Hudiksvall, är en svensk barn- och ungdomspsykiater. Han är far till Thérèse Brunnander.
Brunnander, som är son till lektor Martin Brunnander och Lenny Jonasson, avlade studentexamen i Hudiksvall 1955, blev medicine kandidat vid Uppsala universitet 1959 och medicine licentiat där 1966. Han blev vikarierande underläkare i Falun 1966, underläkare på barnpsykiatriska kliniken vid Akademiska sjukhuset samma år och överläkare vid barn- och ungdomspsykiatriska kliniken på Gävle lasarett 1971. Han var läkare vid omsorgsstyrelsen i Uppsala 1966–1969.